# Jauzé
Jauzé és un municipi francès situat al departament del Sarthe i a la regió de País del Loira. L'any 2007 tenia 94 habitants.

## Demografia

### Població
El 2007 la població de fet de Jauzé era de 94 persones. Hi havia 36 famílies de les quals 8 eren unipersonals (8 homes vivint sols), 12 parelles sense fills i 16 parelles amb fills.
La població ha evolucionat segons el següent gràfic:
Habitants censats

### Habitatges
El 2007 hi havia 43 habitatges, 35 eren l'habitatge principal de la família, 5 eren segones residències i 3 estaven desocupats. Tots els 43 habitatges eren cases. Dels 35 habitatges principals, 26 estaven ocupats pels seus propietaris, 8 estaven llogats i ocupats pels llogaters i 1 estava cedit a títol gratuït; 3 tenien dues cambres, 7 en tenien tres, 9 en tenien quatre i 16 en tenien cinc o més. 27 habitatges disposaven pel capbaix d'una plaça de pàrquing. A 15 habitatges hi havia un automòbil i a 15 n'hi havia dos o més.

### Piràmide de població
La piràmide de població per edats i sexe el 2009 era:
| Homes | Edats   | Dones |
| ----- | ------- | ----- |
| 0     | 95 o +  | 0     |
| 0     | 90 a 94 | 0     |
| 0     | 85 a 89 | 0     |
| 0     | 80 a 84 | 0     |
| 0     | 75 a 79 | 0     |
| 0     | 70 a 74 | 0     |
| 4     | 65 a 69 | 0     |
| 4     | 60 a 64 | 8     |
| 0     | 55 a 59 | 4     |
| 12    | 50 a 54 | 0     |
| 8     | 45 a 49 | 0     |
| 0     | 40 a 44 | 4     |
| 0     | 35 a 39 | 4     |
| 0     | 30 a 34 | 0     |
| 4     | 25 a 29 | 4     |
| 0     | 20 a 24 | 0     |
| 0     | 15 a 19 | 4     |
| 4     | 10 a 14 | 4     |
| 4     | 5 a 9   | 0     |
| 0     | 0 a 4   | 0     |

## Economia
El 2007 la població en edat de treballar era de 65 persones, 53 eren actives i 12 eren inactives. De les 53 persones actives 49 estaven ocupades (29 homes i 20 dones) i 4 estaven aturades (1 home i 3 dones). De les 12 persones inactives 5 estaven jubilades, 4 estaven estudiant i 3 estaven classificades com a «altres inactius».
Activitats econòmiques
Els 2 establiments que hi havia el 2007 eren d'empreses de serveis.
L'any 2000 a Jauzé hi havia 8 explotacions agrícoles.

## Poblacions més properes
El següent diagrama mostra les poblacions més properes.